# Carlo Maria Buonaparte
Carlo Maria Buonaparte (Ajaccio, 29 de março de 1746 — Montpellier, 24 de fevereiro de 1785), mais conhecido por Carlo Buonaparte, juiz assessor da jurisdição de Ajaccio, foi o pai de Napoleão Bonaparte e origem da dinastia Bonaparte que dominaria a França e boa parte da Europa durante o primeiro quartel do século XIX.

## Biografia
Carlo Buonaparte nasceu em Ajaccio, a 29 de março de 1746, filho de Giuseppe Maria Buonaparte (1713–1763) e de Maria Saveria Paravicini. A família Bonaparte tinha chegado a Ajaccio, na Córsega, havia 17 gerações, no ano de 1514, na pessoa de um cavaleiro archeiro ao serviço do banco genovês Banco di San Giorgio (também conhecido por Office de Saint Georges).
Após a morte de seu pai, em 1760, foi colocado sob a tutela de um seu tio paterno, chamado Luciano Bonaparte, que exercia as funções de arcediago de Ajaccio.
Como a maioria dos filhos das famílias afluentes de Ajaccio, depois de ter cursado estudos preparatórios ministrado na sua cidade natal pelos padres da Companhia de Jesus, parte para estudar direito em Roma, no ano de 1764, o mesmo ano em que casa.
No ano seguinte, já estudante na nova Universidade de Corté, na sua Córsega natal, e serviu de secretário ocasional a Pascal Paoli. Por essa altura redige um trabalho académico sobre o direito natural e o direito dos povos.
Completou a sua educação em Roma e depois em Pisa, onde estudou jurisprudência, ingressando na carreira de jurista e depois de magistrado.
Casou a 1 de junho de 1764, em Ajaccio, com Maria Letizia Ramolino. Ela tinha então 14 anos de idade; ele tinha 18 anos. Deste casamento nasceram doze filhos, dos quais chegaram à idade adulta os seguintes:
1. Joseph Bonaparte (1768-1844)
2. Napoleão Bonaparte (1769-1821)
3. Lucien Bonaparte (1775-1840)
4. Elisa Bonaparte (1777-1820)
5. Louis Bonaparte (1778-1846)
6. Pauline Bonaparte (1780-1825)
7. Carolina Bonaparte (1782-1839)
8. Jérôme Bonaparte (1784-1860)

Cheio de entusiasmo, energia e devoção patriótica, Carlo Buonaparte alista-se depois do Tratado de Versalhes de 15 de maio de 1768, nas tropas regulares de Pascal Paoli. Combateu corajosamente na guerra civil contra o domínio genovês na Córsega, tendo provavelmente participado na batalha de Ponte-Novo, em maio de 1769, na qual as forças corsas foram derrotadas. Embora se suspeite que fez parte dos soldados que acompanharam Pascal Paoli até Porto Vecchio, na sua obra autobiográfica Exposé Historique (1780) escreve que Paoli não lhe permitiu segui-lo, pois tinha família dependente. Foi um dos apoiantes próximos de Pascal Paoli, sendo uma figura muito estimada pelos seus compatriotas.
Durante a preparação do plebiscito que pretendia legitimar a anexação da Córsega à França, pronunciou um discurso inflamado, que teve larga repercussão à época, onde afirmava: Se para um povo ser livre bastasse desejá-lo, então todos os povos o seriam. Porém, a História ensina-nos que poucos chegaram a beneficiar da liberdade, porque poucos tiveram a coragem, a energia e as virtudes necessárias! 
Foi jurista do Conselho Superior da Córsega, em Bastia, o qual em 1771 lhe reconheceu, com base em documentos obtidos em Florença, título de nobreza. Esse reconhecimento permite-lhe ser eleito deputado da nobreza da circunscrição de Ajaccio aos Estados Gerais da Córsega e ter assento no Conselho dos Nobres Doze.
Em 1777 foi um dos três deputados corsos escolhidos para apresentar ao rei de França, em março de 1788, o denominado Cahier de Doléance, em defesa dos interesses da Córsega.
As suas únicas idas a França coincidem com as viagens que fez em defesa dos interesses da Córsega junto da administração real e, a partir de 1778, para acompanhar e visitar Joseph e Napoleão, para os quais tinha obtido, com a ajuda de Charles Louis de Marbeuf, padrinho de Napoleão, então governador da Córsega, lugar nas prestigiadas escolas militares de Autun e Brienne.
Carlo administra os bens da família, que consistiam essencialmente em rendimentos retirados do pastoreio nas comunas de Alata e Bocognano. Carlo ampliou e melhorou a casa de habitação da família em Ajaccio. Tendo obtido a concessão da administração do domínio agro-florestal de Milelli, realiza ali melhoramentos importantes, inspirados nas ideias dos fisiocratas, tendo como objectivo a cultura de amoreiras nas terras de Salines, parte desse domínio.
Faleceu prematuramente em Montpellier, a 24 de fevereiro de 1785, onde se tinha deslocado por razões de saúde. Foi enterrado num dos túmulos existentes sob a igreja do convento da Ordem dos Reverendos Padres Cordeliers daquela cidade.
Durante o seu exílio na ilha de Santa Helena, Napoleão Bonaparte diria que seu pai era demasiado fervoroso nas suas ideias generosas, mas demasiado ligado à aristocracia e à nobreza. Foi injustamente acusado de ser frívolo e despesista, sendo antes um homem representativo das elites corsas, fortemente influenciado pelas ideias das Luzes, partidário ferrenho da presença francesa na sua ilha natal.